# Caladrius
『Caladrius』（カラドリウス）は、2013年4月25日にモスより発売されたXbox 360用ゲームソフト。2013年9月24日にXbox Live（ゲームオンデマンド）版が配信された。
2013年9月30日にはアーケード版『Caladrius AC』（カラドリウス エル・シエル）が稼働開始。
2014年8月26日には、Xbox 360版とアーケード版の要素を全て収録し新しいシナリオ・ステージ・キャラクターなどを追加したPlayStation 3版『Caladrius BLAZE』（カラドリウス ブレイズ）が発売された。また、2017年10月4日よりPlayStation 4版がPlayStation Plus加入者限定で配信された後、2018年7月5日に一般販売され、2019年7月18日にはNintendo Switch版が発売。

## 概要
ステージクリア方式の縦スクロール型シューティングゲーム。モス創立20年目にして初のセルフパブリッシング（自社販売）タイトルである。サブショット攻撃の多様化やファンタジー風の世界観、イラストレーター・ヤスダスズヒトの起用によるキャラクター性を前面に打ち出したゲームデザインにより、『雷電』シリーズなどモスが過去に制作したシューティングゲームとの差別化が図られている。
約5年ぶりのXbox 360向け自社開発になる本作品について、プロデューサーの駒澤敏亘は、シューティングゲームのファンだけでなく、若いユーザーにも遊んでもらいたいという思いから制作したと述べている。ディレクターの星野仁は過去に自らが手掛けた『雷電』シリーズではできなかったことをやろうと想い皆に興味を持ってもらおうと動いた結果、独自の世界観やシナリオ、そして羞恥ブレイクなどにつながっていったと話している。
ゲームの先が見たいというライトユーザーの想いにこたえる一環として、敵弾がなかったり被弾してもミスにならないステージを用意したと星野は話す一方、駒沢はヘビーシューターへのアピールとしてXbox 360というプラットフォームを選んだと話している。

## システム
本作品では、攻撃手段として通常のショット以外に性能の異なるエレメントシュートが用意されている。エレメントゲージは3種類あり、エレメントシュートを用いるとゲージが消費されるが、時間が経つかステージ道中にあるエレメントコアを取得することで回復する。ただしエレメントコアの効果は一時的で、時間が経つと効能が弱まる。エレメントシュートで敵にダメージを与えてエーテルゲージを満たすと、エーテルチップが生成される。エーテルチップはエレメントシュートの強化に役立つ。また、通常のボムの他に、エレメントゲージが全部50%以上の時のみ使用可能な「エレメントバースト」もある。さらに、機体にダメージを与えることで搭乗者の肉体と被服にダメージが加わるシステム「羞恥ブレイク」があり、30秒以内に相手の体力ゲージを空にすると発動する。なお、プレイヤーキャラクターも羞恥ブレイクの対象で、撃破された時にメダルを30枚以上所持していると発動する。

### カラドリウスAC
ALL.Net P-ras MULTI向けにリリースされた本作では、「オリジナルモード」と「アーケードモード」の2つのモードが搭載された。オリジナルモードはXbox 360版を基にしているのに対し、アーケードモードは難易度が上がりミッションモード2つが追加されているほか、フュージョンという新たなシステムが搭載されている。これを発動すると、画面全体の敵弾がすべてなくなり、プレイヤーは専用のゲージが空になるまでエレメントシュートを放つことができる。アーケードということもあり羞恥ブレイクが家庭用２作と比べて大人しめになっており、ボス戦後の一枚絵はブレイズで登場する追加キャラ二人を除いたメンバーでの旅の様子を描いたものになっている。

### カラドリウス ブレイズ
PS3向けに製作された本作では、Xbox 360版準拠の「オリジナルモード」、AC版準拠の「アーケードモード」に加え、新しく「エボリューションモード」が搭載された。エボリューションモードでは、EXTERNALステージが追加され、新しい特殊攻撃システム「エボリューション」が搭載された。このシステムはエレメントゲージが50％以上の時に発動させることができる。発動時に敵と敵弾を消滅させ、その後一定時間パワーアップする。終了時にはすべてのエレメントゲージを消費する。また、これらのモードの他にも「ボスラッシュモード」と「スコアアタックモード」が搭載されている。

## ストーリー
錬金術師パラケルススは元素（エーテル）の制御方法を発見し、世界は技術的進化を遂げた。だが、彼は人間の魂を用いた"禁呪"という恐るべき技術をも開発していた。彼の子孫は禁呪を守り続けながらもひっそりと暮らしていたが、サザラ共和国を形成するバラダン王国のグラハムの教唆により一族の者が禁呪を持ち出したことにより、その平穏は終わった。グラハムは禁呪を持ち出した者は幽閉し、一族を皆殺しにすると、禁呪を用いて国民の魂から兵器を作り出した。
たまたまその場にいなかった守護騎士団長アレックス、教会からの使者マリア、一族の生き残りであるケイはそれぞれパラケルススの遺産である"空を翔る銀の翼"を用いて、狂える王に立ち向かった。

## 登場人物

### プレイヤーキャラクター
アレックス・マーティン（Alex Martin）
声：内田愛美
機体名：ソード・イフリータ（Sword Ifurita）
バラダン王国守護騎士団長を務める女性。幼いころ自宅が火事になった際、守護騎士団に救い出されたのがきっかけで、守護騎士団に入団した。
ケイ・パーシヴァル（Kei Percival）
声：豊永利行
機体名：ヴァルキリー・ランス（Valkyrie Lance）
パラケルスス一族の生き残りである錬金術師の青年。天才的な錬金術の才能を持つが、禁呪を持つ一族から天才が現れたとなると命を狙われると見なされたため、一族からは存在そのものを秘匿された。同年代と遊ぶことも出来ず大人たちの監視の下で育ったためあまり感情を表に出さない。また、一族が隠遁して暮らす原因をつくったパラケルススを憎んでおり、禁呪を破棄しようと考えている。
マリア・テレーゼ・ブルームフィールド（Maria Therese Bloomfield）
声：井澤詩織
機体名：ライトニング・ユスティティア（Lightning Justitia）
辺境の教会の修道女。修行中の修道女は俗界との関係を断つ必要があるため、一人前の修道女になれば家族に会えると信じて修行に励んでいる。
カラドリウス（チドリ）
声：眞田朱音
女神リディアの使いである神鳥で、女神の代わりに現世に赴き、自らの判断で行動している。カラドリウスという名称は女神の使いである神鳥全員の種族名のような物であり、彼自身の名前は「チドリ」。
プレイヤーキャラクターとなる個体・チドリは、人間で換算すると中学生ぐらいの年代で、周りを馬鹿にする傾向があるものの、リディアからの使命には忠実である。
ソフィア・フルカネルリ
声：志水結美
機体名：ハウル・ローレライ
2013年5月15日から配信されたダウンロード専用キャラ。
パラケルススの弟子である女性。パラケルススの禁呪の実験台になった結果、肉体が滅び、その魂はハウル・ローレライに結び付けられ、実験の行われた地点で眠りについていた。
リリスの悪夢
声：山本綾
機体名：クロウリング・グラッジ
2013年5月15日から配信されたダウンロード専用キャラ。
パラケルススが初めて禁呪の実験を行った際消滅した王国の民たちの怨念と、負の要素が結びつき実体化した存在。見た目は白髪の少女だが、これは消滅した者たちが覚えていたのがその国の王女だったためである。
上記の怨念の設定が自機にも反映されており、ステージを進めていく度にメインショットが強化されていくというメリットがある。しかし基本は真正面のみにしか対応できないメインショットのため工夫が必要となる。

### ボスキャラクター
イリス・アンリーヌ・バラダン（Iris Aline Baladin）
声：日高里菜
機体名：ヴァイルガンド（Weylgandr）
グラハム王の第4夫人の娘で、正当な王位継承権はない。無邪気だが、その地位ゆえわがままでもある。操縦方法をまだ覚えきっていない模様。
エレノア・リーグル（Eleanor Riegl）
声：笠原あきら
機体名：キュクスレイア（Kychsrhea）
王立錬金術師協会の研究員である女性。貧困から抜け出すべく努力を重ねたが、自らの出生にコンプレックスを抱いており強硬な態度に出やすい。禁呪に手を出したことも一切悔いは無いと言い切る。
ミリア・マリヴィーン
機体名：ゲシュペンエリス
声：加藤祐梨
王都の歌姫。人見知りな性格を直そうと思い歌姫になったが、男性恐怖症までは克服できておらず、ファンからの求愛を受け付けられずにいる。
アイラ・ジェナ・パルシオン
声：笹本菜津枝
機体名：シーヴィルング
王国近衛騎士団長でアレックスの親友。グラハム王への忠誠心から、彼の手によってシーヴィルングへ魂を転送された。家庭用ではアレックスを自機として使用し、かつ3段階ある敵の攻撃を全てタイムオーバーで終えるともらえるトロフィーが存在する。
グラハム・ガルディアス・バラダン
声：越田直樹
機体名:ヴィルトデュラン
バラダン王国国王で、惨事の元凶。元々は公明正大な名君だったが、ある事件を機に人が変わってしまった。なお、グラハム王のみ羞恥ブレイクの条件が異なる。
ベルゼブブ
声：羅弘美
機体名：ベルゼトルヴ
特定の条件を満たしたうえでストーリーモードをクリアすると戦えるボスで、大食の魔王。異界暮らしに退屈していた。

### カラドリウスACで追加された登場人物
セシリア・ネル・オルブライト
声：中村豆千代
ミッションステージに登場。バラダン王国近衛騎士団の団員である少女で、アレックスを嫌っている。近衛騎士団への入隊は親の圧力と、本人の才能によるものである。

### カラドリウス ブレイズで追加された登場人物
ノア・トワイニング
声:M・A・O
機体名：エイワズ・ヴァーチェ
ニーナの双子の姉。跡取りになることを望んでいたため、言動は男性的。ニーナと離ればなれになった後、他国への救助要請が失敗し、自ら妹を探すことにした。
ニーナ・トワイニング
声:M・A・O
機体名：シュバルツベルト
貿易商の娘。両親によって亡命しようとした際、ノアをかばってエレノアに囚われ、実験体にされた。エレノアが王都を離れた隙をついてノアを探しに出かけた。彼女の機体であるシュバルツベルトは本来二人用であるため、身体と精神の両方に影響が出ている。エヴォリューションモードに追加されたステージのボス。
レイズ・ナージェ
声:笹本菜津枝
機体名：シムルグ・ストリッシャー
仮面をつけた謎の騎士。しかしプレイヤーを含めその正体は一目瞭然であり、劇中でもボスキャラに度々指摘されている。なお本人としては完全に隠し通せていると思っており、更にはセンスが良いと思っている。また仮面にはストックがある模様。
その正体は、アイラ・ジェナ・パルシオンが抱いていた自己矛盾が禁呪の影響によって分離した良心。

### その他の登場人物
リディア
声:無し
地上の人間たちに恵みと祝福を与えるとされている女神であり、ベルゼブブとは敵対する存在。本作では名前のみの登場。
詳細は明かされていないが、何らかの事情で人間たちに直接介入することが出来ないらしく、部下であるチドリに人間たちへの介入を任せている。しかしそれが原因でエレノア、ミリア、グラハムからは「助けを求めているのに何もしてくれなかった」と恨みを買われることになってしまう。

## スタッフ
- プロデューサー：駒澤敏亘
- ディレクター：星野仁
- キャラクターデザイン：ヤスダスズヒト
- サウンド：ベイシスケイプ